# Who Let the Cats Out?
Who Let the Cats Out? – album Mike’a Sterna, wirtuoza gitary i kompozytora, wydana w styczniu 2006 roku. Na płycie znajduje się 11 utworów, utrzymanych w podobnym klimacie, skomponowanych w całości przez Sterna. Płyta została zarejestrowana w Avatar Studios w Nowym Jorku.
- Okładki: Clay Patrick McBride
- Sesje zdjęciowe: Gene Martin
- Stylistyka: Robert Hoffman

## Muzycy - album
- Mike Stern: gitara elektryczna
- Bob Francheschini: saksofon
- Jim Beard: klawisze
- Chris Minh Doky: akustyczna gitara basowa
- Kim Thompson: perkusja
- Roy Hargrove: trąbka
- Me’shell Ndegeocello: gitara basowa
- Dave Weckl: perkusja
- Gregoire Maret: harmonijka
- Richard Bona: gitara basowa, wokal
- Bob Malach: saksofon
- Victor Wooten: gitara basowa

## Lista utworów
1. Trumble Home (8:14)
2. KT (7:57)
3. Good Question (4:16)
4. Language (7:03)
5. We're With You (5:46)
6. Leni Goes Shopping (4:37)
7. Roll With It (5:00)
8. Texas (7:03)
9. Who Let the Cats Out? (7:43)
10. All You Need (6:55)
11. Blue Runway (8:37)